# Sammamish
Sammamish és una població dels Estats Units a l'estat de Washington. Segons el cens del 2000 tenia 34.104 habitants.

## Demografia
Segons el cens del 2000, Sammamish tenia 34.104 habitants, 11.131 habitatges, i 9.650 famílies. La densitat de població era de 729,5 habitants per km².
Dels 11.131 habitatges en un 53,3% hi vivien nens de menys de 18 anys, en un 79,5% hi vivien parelles casades, en un 5,3% dones solteres, i en un 13,3% no eren unitats familiars. En el 9,4% dels habitatges hi vivien persones soles l'1,5% de les quals corresponia a persones de 65 anys o més que vivien soles. El nombre mitjà de persones vivint en cada habitatge era de 3,06 i el nombre mitjà de persones que vivien en cada família era de 3,29.
Per edats la població es repartia de la següent manera: un 33,4% tenia menys de 18 anys, un 4,8% entre 18 i 24, un 33,2% entre 25 i 44, un 24,6% de 45 a 60 i un 4% 65 anys o més.
L'edat mediana era de 35 anys. Per cada 100 dones de 18 o més anys hi havia 98,5 homes.
La renda mediana per habitatge era de 101.592 $ i la renda mediana per família de 104.356 $. Els homes tenien una renda mediana de 76.688 $ mentre que les dones 47.164 $. La renda per capita de la població era de 42.971 $. Aproximadament l'1,6% de les famílies i el 2% de la població estaven per davall del llindar de pobresa.

## Poblacions properes
El següent diagrama mostra les poblacions més properes.